# Иноземцев, Георгий Александрович
Георгий Александрович Иноземцев (30 апреля 1902, Батайское — 16 февраля 1957, Ростов-на-Дону) — участник Великой Отечественной войны, командир 201-го гвардейского стрелкового ордена Кутузова 2-й степени полка 67-й гвардейской стрелковой Краснознамённой дивизии 23-го гвардейского стрелкового корпуса 6-й гвардейской армии 1-го Прибалтийского фронта. Герой Советского Союза (22.07.1944). Гвардии подполковник (1944).

## Биография
Родился 17 (30) апреля 1902 года в селе Батайском Области Войска Донского (ныне город Батайск Ростовской области). Отец его работал фельдшером на железной дороге.
Окончил батайское двухклассное начальное железнодорожное училище, затем учился в ростовской гимназии, которую из-за разгоревшейся гражданской войны смог окончить только в 1920 году.
Жил в Ростове-на-Дону. Некоторое время он работал подручным слесаря, конторщиком. Одновременно с работой в октябре 1921 — феврале 1923 годов учился в Донском археологическом институте (был закрыт в 1922 году). В 1923 году продолжил обучение в университете, а в 1926 году окончил Северо-Кавказский государственный университет. Работал в краевом архивохранилище в Ростове-на-Дону: архивариус, секретарь, заведующий отделом. С сентября 1925 года — заведующий канцелярией и заместитель управляющего делами совнархоза Северо-Кавказского края, с ноября 1926 — секретарь правления и заведующий канцелярией треста «Северо-Кавказский промлес».
В октябре 1927 года был призван в Красную Армию, окончил учебную команду одногодичников при Владикавказской пехотной школе в 1928 году, после чего в октябре 1928 года уволен в запас. Позднее, в 1937 году, окончил курсы усовершенствования командного состава запаса Северо-Кавказского военного округа в Грозном.
С 1928 года продолжил работу в тресте «Северо-Кавказский промлес»: коммерческий корреспондент, заведующий статистическим отделом, экономист, начальник планового производственного отдела. С августа 1938 — начальник планового отдела Ростснабсбыта и управляющий конторой «Снабэлектро». Но основным его увлечением было краеведение, а именно — история родного края, которой он занялся в двадцатые годы, являясь активным участником Северо-Кавказского бюро краеведения, работал он и в областном краеведческом музее. Публиковался с 1923 года. Автор ряда научных работ и большого количества краеведческих и исторических публикаций. Накануне войны Георгий Иноземцев готовил к печати очередную статью о результатах археологических раскопок в Танаисе.

### Великая Отечественная война
В начале Великой Отечественной войны выполнял задание по эвакуации документации и оборудования предприятий из Ростова-на-Дону. До последнего момента отправлял грузы из города, сам эвакуироваться не успел и когда 21 ноября немецкие войска ворвались в город, ему пришлось скрываться на нелегальном положении. К счастью, уже 29 ноября советские войска в ходе Ростовской наступательной операции освободили город.
В марте 1942 года Г. А. Иноземцев был повторно призван в Красную Армию, ему было присвоено звание старшего лейтенанта и он служил командиром пулемётного взвода и командиром взвода истребителей танков в 62-м запасном стрелковом полку 24-й запасной стрелковой дивизии Северо-Кавказского военного округа (г. Прохладный). В боях Великой Отечественной войны с мая 1942 года, когда был назначен командиром роты истребителей танков 178-го армейского запасного стрелкового полка 38-й армии Юго-Западного фронта. С июня — командир роты противотанковых ружей и адъютант стрелкового батальона 903-го стрелкового полка 242-й стрелковой дивизии. С августа 1942 — помощник начальника штаба по тылу 809-го стрелкового полка 304-й стрелковой дивизии 21-й армии на Донском и Сталинградском фронтах. Участник оборонительного и наступательного этапов Сталинградской битвы, которую прошёл от начала до конца. В октябре дивизия была передана в 4-ю танковую армию, а затем в 65-ю армию, а 21 января 1943 года за массовый героизм личного состава и отличное выполнение заданий командования полк и дивизия получили гвардейские звания и стали именоваться 199-м гвардейским стрелковым полком и 67-й гвардейской стрелковой дивизией.
После капитуляции немецких войск в Сталинграде дивизия передана в 21-ю армию и переброшена на Воронежский фронт. В апреле капитан Иноземцев стал помощником начальника штаба 199-го гвардейского стрелкового полка по оперативной части, в июне — начальником штаба этого полка. С июля 1943 — командир 201-го гвардейского стрелкового полка 67-й гвардейской стрелковой дивизии 6-й гвардейской армии Воронежского фронта. В декабре 1943 года дивизию передали на 1-й Прибалтийский фронт. Участвовал в Курской битве, в Белгородско-Харьковской и в Витебской наступательных операциях. Член ВКП(б) с 1944 года.
Командир 201-го гвардейского стрелкового полка гвардии подполковник Георгий Иноземцев особо отличился в ходе Белорусской стратегической наступательной операции под кодовым названием «Багратион», а именно в её составных частях — в Витебско-Оршанской и в Полоцкой фронтовых наступательных операциях. Проводя разведку боем накануне решающего наступления 22 июня 1944 года, полк ворвался на немецкий рубеж обороны и овладел селом Ратьково в Витебской области. 23 июня 1944 года полк гвардии подполковника Иноземцева прорвал несколько рубежей обороны неприятеля, перерезал железнодорожную линию Витебск—Полоцк, форсировал на подручных и самодельных переправочных средствах реку Западная Двина в районе деревни Буй Бешенковичского района Витебской области. В ходе переправы на левый берег реки командир полка был ранен, но командование полком не оставил. Отражая многочисленные контратаки гитлеровцев, стрелковый полк под командованием Г. А. Иноземцева обеспечил переправу частей 67-й гвардейской стрелковой дивизии. За сутки боя полком уничтожено свыше 700 солдат и офицеров врага, захвачено 37 пленных.
Указом Президиума Верховного Совета СССР от 22 июля 1944 года «за образцовое выполнение боевых заданий командования на фронте борьбы с немецкими захватчиками и проявленные при этом отвагу и геройство» гвардии подполковнику Иноземцеву Георгию Александровичу присвоено звание Героя Советского Союза с вручением ордена Ленина и медали «Золотая Звезда» (№ 4128).
После получения высшей награды Родины продолжал сражаться столь же самоотверженно, участвовал во главе полка в Режицко-Двинской, Шауляйской, Прибалтийской, Рижской и Мемельской наступательных операциях.
С 22 декабря 1944 года гвардии подполковник Иноземцев Г. А. был заместителем командира, а с 8 января 1945 года — командиром 71-й гвардейской стрелковой дивизии (2-й гвардейский стрелковый корпус, 6-я гвардейская армия) на 2-м Прибалтийском фронте, и в Курляндской группе войск Ленинградского фронта (с 1.04.1945 г.). Участвовал в блокаде Курляндской группировки немецких войск. За годы войны был четырежды ранен.
После войны командовал той же дивизией (с июля 1945 в составе Прибалтийского военного округа). В декабре 1945 года был уволен в запас.

### После войны
С декабря 1945 года работал в военно-строительном управлении Северо-Кавказского военного округа помощником начальника управления. С марта 1947 — инженер-эксперт Бюро технической экспертизы. С мая 1948 — директор Дома учёных Ростова-на-Дону. С января 1952 года заведовал Государственной научной библиотекой имени Карла Маркса.
Одновременно активно вёл преподавательскую работу в Ростовском государственном университете: с 1949 года — декан историко-филологического факультета, с сентября 1951 — преподаватель курса «Основы археологии» на историческом отделении филологического факультета, с июня 1954 года — старший преподаватель кафедры истории СССР историко-филологического отделения, с 23 сентября 1955 года — декан историко-филологического факультета. Также возобновил прерванные войной занятия историей и краеведением, опубликовал ряд статей и книг, был соавтором юбилейного научного издания «Ростов-на-Дону», вышедшего к 200-летию города в 1949 году. Многие труды Г. А. Иноземцева посвящены истории Ростовской области.
В 1955 году Георгию Александровичу была присуждена ученая степень кандидат исторических наук (тема диссертации «Бронзовый век Нижнего Дона»).
Умер 16 февраля 1957 года, похоронен на Братском кладбище в Ростове-на-Дону.

## Награды
- Герой Советского Союза (22 июля 1944 года)
- Орден Ленина (22.07.1944)
- Два ордена Красного Знамени (13.12.1944; 6.06.1945)
- Орден Суворова 3-й степени (28.02.1944)
- Орден Александра Невского (3.11.1943)
- Орден Отечественной войны 1-й степени (18.07.1943)
- Медаль «За отвагу» (28.02.1943)
- Медаль «За оборону Сталинграда» (1942)
- Медаль «За победу над Германией в Великой Отечественной войне 1941—1945 гг.» (1945)

## Память
- Бюст Героя установлен на Аллее Славы в Батайске (2005).
- Именем Героя и учёного-краеведа Г. А. Иноземцева назван один из новых переулков Ворошиловского района Ростова-на-Дону (от улицы Тибетской он пересекает кварталы улиц 1-й Краснодонской и Скифской).
- Именем Г. А. Иноземцева названа улица в восточном микрорайоне Батайска, где на доме № 45 ему установлена информационная табличка.

## Труды и публикации
- Г. Н. Захарьянц, Г. А. Иноземцев, П. В. Семернин. Ростов на-Дону: К 200-летию со дня основания. 1749—1949. — Ростов н/Д: Ростиздат, 1949. — 380 с.
- 200 лет Ростову на Дону. — Ростов н/Д: Ростиздат, 1949. — 84 с.
- По городам советского Дона. — Ростов н/Д: Ростиздат, 1951. — 68 с.
- Волго-Дон. — Ростов н/Д: Ростиздат, 1952. — 122 с.
- Волго-Донской судоходный канал имени В. И. Ленина. — Ростов н/Д: Ростиздат, 1952. — 173 с.
- Бронзовый век Нижнего Дона: Автореферат диссертации на соискание ученой степени кандидата исторических наук. — Рост. н/Д государственный университет имени В. М. Молотова. Кафедра истории СССР. — Ростов н/Д, 1955.
- У историков рабочего движения на Дону. — Ростов н/Д: Книжное издательство, 1956. — 56 с.
- Ростов-на-Дону глазами историков. Летописная история города: А. И. Ригельман, А. М. Ильин, Г. А. Иноземцев. Составители И. Г. Кислицына, С. А. Кислицын. — Ростов-на-Дону: Ростовкнига, 2015. — 227 с. — ISBN 978-5-85778-166-1.